# Carl-A. Fechner
Carl-A. Fechner (* 30. November 1953 in Gütersloh) ist ein deutscher Friedens- und Umweltaktivist, Journalist, Regisseur und Produzent von Dokumentarfilmen und Autor. Er ist Gründer der fechnerMEDIA GmbH und Vorstand von Protect the Planet – Gesellschaft für ökologischen Aufbruch.

## Leben
Carl Fechners Vater war Wehrmachtssoldat, seine Mutter Krankenschwester. Fechner durchquerte mit seinem VW-Bus zwei Mal die Sahara. Nach dem Abitur ging er zur Bundeswehr. Parallel zu seiner Stationierung in Immendingen protestierte er – obwohl weiterhin im aktiven Dienst – friedlich gegen den NATO-Doppelbeschluss und die Stationierung von atomaren Mittelstreckenraketen in Deutschland. Er beteiligte sich an den Sitzblockaden in der Mutlanger Heide und engagierte sich in der Friedensbewegung im Darmstädter Signal. Im gleichen Jahr, 1983, wurde seine erste Tochter geboren. Nach einer Zwangsversetzung nach Ulm schied Fechner 1987 aus der Bundeswehr aus.
Während der Zeit bei der Bundeswehr hatte Fechner Medienpädagogik in München studiert und war so in Kontakt mit Film und Fernsehen gekommen. Für die ARD wurde er als Kriegsreporter in Krisengebieten tätig.
1989 gründete er die Produktionsfirma fechnerMEDIA GmbH. Er dokumentiert seitdem mit seinem Team filmisch den Widerstand gegen Energie aus Kernenergie und die Verbrennung von Steinkohle und Braunkohle. Es entstanden über 200 TV-Beiträge, Dokumentarfilme und Reportagen, die weltweit ausgestrahlt werden. Die Aufnahmen führten sein Team bisher in über 80 Länder.
Zudem produziert fechnerMEDIA Imagefilme und Informationsfilme für deutsche und europäische Unternehmen sowie Institutionen – darunter Lichtblick, Weberhaus, die Mercedes-Benz Group und das Sächsische Staatsministerium für Energie, Klimaschutz, Umwelt und Landwirtschaft. FechnerMEDIA wurde vier Mal mit dem Deutschen Wirtschaftsfilmpreis ausgezeichnet.
Fechners Kino-Dokumentarfilme Die 4. Revolution (2010) mit Hermann Scheer, Power to Change – Die Energierebellion (2016) und Climate Warriors (2018) berichten vom weltweiten Kampf um eine saubere, sichere und gerechte Zukunft durch dezentrale, erneuerbare Energien. Sie wurden mehrfach prämiert. Mit Power to Change – die Energierevolution ist möglich erschien 2018 ein Buch, das den Film weitererzählt und mit der persönlichen Lebensgeschichte von Carl Fechner verwebt.
Derzeit arbeitet Fechner gemeinsam mit seiner Regie-Kollegin Johanna Jaurich am neuen Kino-Filmprojekt „THE STORY OF A NEW WORLD (AT)“. Eine erfolgreiche Crowdfunding-Kampagne im Jahr 2020 gab den Anstoß zur Entwicklung dieses Filmprojektes. Auch andere Filme Fechners wurden teilweise per Crowdfunding finanziert.
Fechner ist Gründungsmitglied und Vorstand der gemeinnützigen GmbH Protect the Planet. Die Gesellschaft vernetzt Politik, Wirtschaft, Zivilgesellschaft und „kämpft für mehr politisch-ökologische Entschlossenheit und Verantwortung sowie gegen die Lobby fossiler und nuklearer Energie.“ Er gibt Seminare an Schulen und Hochschulen über das Filmemachen und nachhaltiges Leben.
Fechner lebt mit seiner Frau und zwei Kindern in Engen.

## Filmografie (Auswahl)
Als Regisseur
- 2018: Climate Warriors (Dokumentarfilm)
- 2016: Power to Change – Die EnergieRebellion (Dokumentarfilm)
- 2013: EU Initiative CONCERTO (Infofilme)
- 2012: Weil ich länger lebe als du  (Dokumentarfilm)
- 2010: Die 4. Revolution – Energy Autonomy (Dokumentarfilm)
- 2007: Mutter der Bäume – Wangari Maathai (Co-Regie Carl Fechner)
- 2006: Stromquelle Meer – Die Energie der Zukunft (Dokumentarfilm)
- 2004: Ins Herz der Zukunft – Unterwegs zur Nachhaltigkeit (Dokudrama)
- 2003: Bombenstimmung – Die Deutschen und der Irak-Krieg (Dokumentarfilm)
- 2002: Kriegsreporter – Spezialtraining für Kriegsberichterstatter (Reportage)
- 2001: Die neue Schöpfung (Dokumentarfilm)
- 2000: Strom aus der Sonne – Fotovoltaik weltweit (Dokumentarfilm)
- 2000: Der Stoff aus dem die Zukunft ist – Wasserstoff als Energieträger (Dokumentarfilm)
- 1999: Eine Idee wird zum Renner – Umweltschutz im Sportverein (Dokumentarfilm)
- 1999: Kraft aus der Sonne – Biomasse als Energiequelle (Dokumentarfilm)
- 1999: Weniger ist mehr (Dokumentarfilm)
- 1998: Nehmen was da ist – Solarkocher in Kenia (Dokumentarfilm)
- 1998: Die Wärme die aus der Sonne kommt – ein solarthermisches Praktikum (Dokumentarfilm)
- 1997: Ausgestrahlt - X-tausendmal quer in Gorleben. Der Widerstand gegen Castor (Dokumentarfilm)
- 1996: Mit Schirm, Charme und Kanone – Elitefrauen für die Bundeswehr (Dokumentarfilm)
- 1996: Hunger der Seele – Hunger im Bauch. Ruanda nach dem Völkermord (Dokumentarfilm)
- 1995: SolarArchitektur für Europa (Dokumentarfilm)
- 1994: Freiheit, Gleichheit, Brüderlichkeit. Eine Zeitreise in Sachen Menschlichkeit (Dokudrama)
- 1994 Gesucht wird: Das Mülliardengeschäft (Dokumentarfilm)
- 1993: Major Helmut Prieß: Portrait eines „potentiellen“ Mörders (Feature)
- 1992: Auch in Gaza wächst das Korn (Feature)
- 1990/1991 Irak-Trilogie: Die Zeit nach dem Krieg / Der Arzt von Kerbala / Friedensscamp – Als lebende Schutzschilde zwischen den Fronten (ARD-Reportage)
- 1989: Umdenken – vom Abrüsten zur gemeinsamen Sicherheit (Feature)

Als Produzent
- 2019: Meine Zukunft ohne die Kohle (TV-Dokumentation)
- 2018: Der Kampf um die Kohle (TV-Dokumentation)
- 2018: Der Rhein-Hunsrück-Kreis – Heimat der Energiewende-Vormacher (Informationsfilm)
- 2015: The Farmer and I (Kino-Dokumentarfilm)
- 2015: Yangka und die Farben des Himalaya (Dokumentarfilm)
- 2013: Stadt der Zukunft – Zukunft der Stadt (Dokumentarfilm)
- 2012: Sir Nicky – Held wider Willen (Dokumentarfilm, deutsche Fassung)
- 2012: Taking Roots: Die Vision der Wangari Maathai (Dokumentarfilm, deutsche Fassung)
- 2011: Atommüll in meinem Garten (Dokumentarfilm)
- 2009:  Auf Messers Schneide (Dokumentarfilm)
- 2007: Amour, sexe et mobylette (Kino-Dokumentarfilm)
- 2007: 1 Liter auf 3000 (Dokumentarfilm)
- 2006: Photovoltaik – Sauberer Strom aus der Sonne (Lehrfilmprojekt)
- 2005: Schatzsuche in Asien – Das alte Goldland Srivijaya (Dokumentarfilm)
- 2005: Das Atlantis des Ostens (Dokumentarfilm)
- 2004: Ausgekohlt – Vom Verschwinden einer Landschaft (Dokumentarfilm)
- 2004: Die Neue Power – Erneuerbare Energien in Europa (Dokumentarfilm)
- 2003: Der Junge, der vom Himmel fiel (Dokumentarfilm)
- 2003: Tanzen um zu Leben – Salon Mexiko (Dokumentarfilm)
- 2002: Die Zauberlehrlinge (Dokumentarfilm)
- 2002: Bauen auf die Kraft der Natur (Dokumentarfilm)
- 2000: Herz aus Stahl (Dokumentarfilm)
- 1999: Das Prometheusprinzip – Die Endlose Quelle: Solarenergie (Doku-Reihen)[14]
- 1998: Die Lobby der Reichen in den Ländern der Armen (Feature)
- 1998: Anders rechnen (Dokumentarfilm)
- 1998: Jacke wie Hose – Produktlinienanalyse am Beispiel von Textilien (CD-ROM)
- 1998: Symphonie der Elemente (Clip)
- 1997: Ausgestrahlt, X-tausendmal quer in Gorleben. Der Widerstand gegen Caster (Dokumentarfilm)
- 1997: WaterGames (Cartoon)
- 1997: Deckname Peter – Das Doppelspiel der Agentenbrüder Spuhler (Dokumentarfilm)
- 1996: Zukunftsfähiges Deutschland (Dokumentarfilm)
- 1996: Die Rückeroberung der Zeit – Zukunftsarbeit (Dokumentarfilm)
- 1996: Mit Schirm, Charme und Kanone – Elitefrauen für die Bundeswehr (Dokumentarfilm)
- 1992: Dirty Tricks – Wirtschaftsspionage durch Geheimdienste (Dokumentarfilm)

## Auszeichnungen
Gewonnen
- 2019 Deutscher Solarpreis[17]
- 2019 Deauville Green Awards, Silberne Trophäe für Meine Zukunft ohne Kohle
- 2019 Barcelona Planet Film Festival, Best Bigas Luna Woman Filmmaker für Meine Zukunft ohne Kohle
- 2019 Jaipur International Film Festival, Best Director / Full Length Documentary für Climate Warriors
- 2016 Kuala Lumpur Eco Film Festival, Best Feature Film / Full Length Documentary für Power to Change
- 2016 International Film Awards Berlin, Best Director ifab Award für Power to Change
- 2016 Deauville Green Awards, Goldene Trophäe für Power to Change
- 2016 Vancouver International Film Festival, Impact Award für Power to Change
- 2016 Polish International Film Festival, Best Documentary Film für The Farmer and I
- 2016 Hollywood Int. Independent Documentary Award für The Farmer and I
- 2014 Deutscher Wirtschaftsfilmpreis für Urban Gardening - Begrüne deine Stadt
- 2014 Deutscher Umwelt- und Nachhaltigkeitsfilmpreis für Wie wird die Stadt satt?
- 2013 Medienpreis Film Kindernothilfe für Weil ich länger lebe als Du
- 2013 Bester Kinder- und Jugendfilm Green Me Award für Weil ich länger lebe als Du
- 2012 Baikal Film Festival, Publikumspreis für Die 4. Revolution – Energy Autonomy
- 2011 Sonderpreis der NaturVision-Jury für Die 4. Revolution – Energy Autonomy
- 2010 Deutsche Film- und Medienbewertung, Dokumentarfilm des Monats für Die 4. Revolution – Energy Autonomy
- 2009 B.A.U.M.-Umweltpreis für die Kommunikation von Umwelt-, Nachhaltigkeits- und Globalisierungsthemen in Film-, TV- und Kinoformaten[18]
- 2009 ITVA Award Köln, Silber für Auf Messers Schneide – Karl Storz SE
- 2008 Journalistenpreis Fernsehen „Unendlich viel Energie“ für Stromquelle Meer – Energie der Zukunft
- 2006 Ekotopfilm Bratislava, Preis der Gesellschaft für Industrieökologie für 24 Stunden ... im Land der Erneuerbaren Energien
- 2005 Festival International du Film de l’Environnement Kairouan, Silver Carpet für Die neue Power
- 2004 Ekotopfilm Bratislava, Preis des slowakischen Umweltministers für Vom Landwirt zum Energiewirt
- 2004 Ekofilm Cesky Krumlov, Bestes Drehbuch für Die neue Power
- 2004 Techfilm Hradec Králové, Preis der internationalen Jury für Die neue Power
- 2004 Film-Festival Bogotá, Circulo Precolombino in Gold, Bester Dokumentarfilm für Tanzen um zu leben...!
- 2003 Prix Leonardo Parma, Certificato Di Merito Gold für Herz aus Stahl
- 2001 Europa Nostra Heritage Film Festival Bolzano, Bester Film für Die endlose Quelle: Solarenergie
- 2000 Worldmedia Festival Hamburg 2000, Intermedia-Globe Silver für Die endlose Quelle: Solarenergie
- 2000 Ekotopfilm Bratislava, Hauptpreis für Die endlose Quelle: Solarenergie
- 1996/1997/2000: Deutscher Wirtschaftsfilmpreis für Zukunftsfähiges Deutschland, Die Rückeroberung der Zeit, Die endlose Quelle: Solarenergie
- 1999 Internationales Film-Festival der Wissenschaft, Technologie und Kunst Prag, Bester Lehrfilm für Kraft aus der Sonne – Biomasse als Energiequelle
- 1999 Festival International de Films Résistances Tarascon für Ausgestrahlt – X-tausendmal quer in Gorleben
- 1999 Intern. Environmental Film Festival Boyoglu-Istanbul für Ausgestrahlt – X-tausendmal quer in Gorleben
- 1999 Festival International du Film sur l’Energie Lausanne für Ausgestrahlt – X-tausendmal quer in Gorleben
- 1998 Mostra Cinematografica Internationale Rom für Ausgestrahlt – X-tausendmal quer in Gorleben
- 1998 FRAPNA Festival International du Film Nature & Environnement Grenoble für Ausgestrahlt – X-tausendmal quer in Gorleben
- 1998 Internationales Umwelt Film-Festival „Green Vision“ St. Petersburg, 1. Preis in der Kategorie „courage“ für Ausgestrahlt – X-tausendmal quer in Gorleben
- 1998 Europäischer Solarpreis, Gesamtwerk
- 1998 Deutscher Solarpreis, Gesamtwerk
- 1998 Ekofilm Cesky Krumlov, Bestes Drehbuch für Die Jahrhundertflut
- 1996 Princes' Award Kopenhagen, Zweitbester Europäischer Umweltfilm für Zukunftsfähiges Deutschland
- 1996 Ekotopfilm Bratislava, 1. Preis der VUB für SolarArchitektur für Europa
- 1996 Preis der Tschechischen Technischen Universität Prag für SolarArchitektur für Europa
- 1996 Festival International du Film sur l‘Énergie Lausanne, Prix de Canton du Vaud für SolarArchitektur für Europa
- 1995 Prix Leonardo Parma, Silber- und Goldmedaille für SolarArchitektur für Europa & Zukunftsfähiges Deutschland